# Kim Kyeong-ae (Curlerin)
Kim Kyeong-ae (koreanisch 김경애; * 21. Januar 1994 in Uiseong) ist eine südkoreanische Curlerin. Sie spielt in der koreanischen Nationalmannschaft auf der Position des Third unter Skip Kim Eun-jung.

## Karriere
Kim begann ihre internationale Karriere bei der Juniorenpazifikmeisterschaft 2010, bei der sie als Third im koreanischen Juniorenteam um Skip Kim Eun-jung die Silbermedaille gewann. Es folgten zwei weitere Silbermedaillen 2011 und 2012 und eine Bronzemedaille 2013, bei der sie als Skip spielte. Diese Position hatte sie auch bei der Junioren-Pazifik-Asienmeisterschaft 2014 inne. Ihre Mannschaft gewann alle Spiele und damit die Goldmedaille. Sie spielte daraufhin bei der Juniorenweltmeisterschaft 2014, wieder als Skip der koreanischen Juniorinnen. Ihr Team zog in die Play-offs ein und gewann im Halbfinale gegen die Schwedinnen um Isabella Wranå. Im Finale traf sie auf die kanadische Mannschaft um Kelsey Rocque und musste sich mit einem 4:6 geschlagen geben.
2012 spielte sie zum ersten Mal bei der Pazifik-Asienmeisterschaft. Als Third im Team von Kim Eun-jung gewann sie die Bronzemedaille. 2014 errang sie die Silbermedaille. Die erste Goldmedaille bei diesem Wettbewerb gewann sie 2016. Diesen Erfolg konnte sie bei der Pazifik-Asienmeisterschaft 2017 wiederholen. Bei allen bisherigen Teilnahmen spielte sie als Third unter Kim Eun-jung.
Durch den Sieg bei der Pazifik-Asienmeisterschaft 2016 konnte sie mit der koreanischen Mannschaft an der Weltmeisterschaft 2017 teilnehmen und dort den sechsten Platz erringen.
Kim vertrat mit ihren Teamkolleginnen (Skip: Kim Eun-jung, Second: Kim Seon-yeong, Lead: Kim Yeong-mi, Ersatz: Kim Cho-hi) Südkorea beim Curling-Wettbewerb der Frauen den Olympischen Winterspielen 2018 im eigenen Land. Nach acht Siegen und einer Niederlage schloss sie mit ihrer Mannschaft die Round Robin auf Platz 1 ab und traf im Halbfinale auf Japan mit Skip Satsuki Fujisawa. Nach einem 8:7-Sieg zogen sie in das Finale gegen Schweden mit Skip Anna Hasselborg ein. Das Spiel ging mit 3:8 verloren und die Koreanerinnen gewannen die Silbermedaille. Bei der Weltmeisterschaft 2018 kam sie mit dem koreanischen Team in die Playoffs, verlor aber das Qualifikationsspiel gegen die USA (Skip: Jamie Sinclair) und wurde in der Endwertung Fünfte.

## Privatleben
Kim Kyeong-Ae ist die jüngere Schwester von Kim Yeong-mi, mit der sie im gleichen Curling-Team spielt.